# تسینگوا تونگفانگ
تسینگوا تونگفانگ (انگلیسی: Tsinghua Tongfang) شرکت دولتی فناوری اطلاعات چینی است، که در سال ۱۹۹۷ تأسیس شد.